# Bima (motorfiets)
Bima was een Franse fabrikant van hulpmotoren en bromfietsen.
De bedrijfsnaam was: Société des Cycles Peugeot, Beaulieu-Valentigney, Doubs.
Bima was een door Peugeot gebruikte merknaam die in de jaren vijftig werd gebruikt voor "rijwielen met hulpmotor" (BIcyclette à Moteur Auxiliaire). Daarmee was het de opvolger van BMA, dat stond voor Bicyclette à Moteur Auxiliaire.